# 防護団

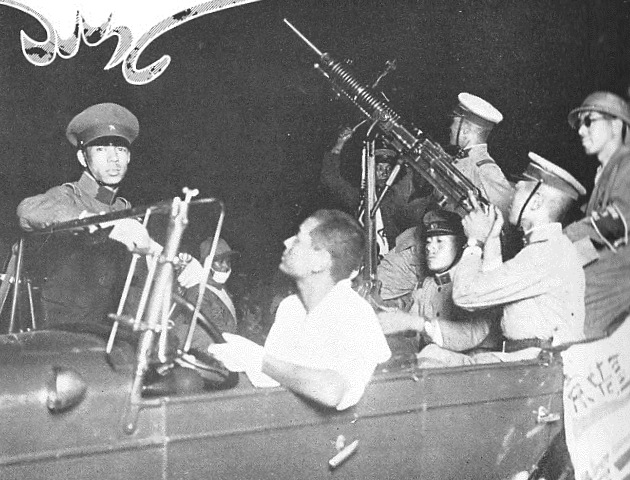
京橋区（現東京都中央区）の防護団員

防護団（ぼうごだん）とは、1932年から1939年までの日本で、民間における防空活動を行うために地区ごとに設けられた団体である。もと防災活動にあたる民間団体として東京で構想され、陸軍の働きかけで空襲による大火災に備えることを主任務とし、各地に広がった。1939年に警防団に代わることになり、解散した。

## 概要
防護団結成の構想が初めて盛り込まれたのは、1924年（大正12年）の関東大震災の教訓として、1930年（昭和5年）に作られた「東京非常変災要務規約」である。1932年（昭和7年）に東京市が防護団の結成に着手し、在郷軍人会、青年団、町内会、医事衛生団体、少年団から団員を得て、地区ごとに防護団を作り、震災記念日である9月1日に東京市連合防護団の発団式を挙行した。この規約の策定にも関与した陸軍の東京警備司令部は、12月に民間の訓練とあわせた防空演習を計画し、民間で防空活動にあたる団体として防護団を位置づけた。1933年（昭和8年）8月に、関東防空演習が軍人・民間人多数を動員する一大イベントとして挙行され、以後毎年実施された。
「消防組規則（明治27年勅令第15号）」により法定化された消防組とは異なり、法的根拠がない単なる民間団体であった。そのため組織化も全国一斉に行われたのではなく、住民の防空思想が比較的高い六大市など都市圏を中心に結成された。防護団は陸軍の統制の下で防空活動することになった。
防護団は消防組とは並立し、予算の取り合いなど各地で軋轢がおきた。消防組を監督する警察と防護団を統制下に置いている軍部との間で対立が生じるようになった。ちょうど、その頃（1933年）に発生したゴーストップ事件もこの対立に拍車をかけた。
度重なる協議の結果、防空法（昭和12年法律第47号）の主務官庁は内務省が担当することになり、防護団も消防組に吸収される形で1939年（昭和14年）に統合され、新たに警防団が設けられた。防護団の中核を担っていた在郷軍人が戦争の長期化で召集され、肝心の戦時下においては指導者層がいなくなるという防護団の弱点が露呈したことで、軍側も譲歩せざるをえなかったのである。